# Carl von Baumbach
Carl Ludwig Friedrich August von Baumbach (* 19. März 1772 in Blankenburg (Harz); † 10. November 1844 in Rippershausen im Landkreis Schmalkalden-Meiningen) war ein deutscher Gutsbesitzer, Landmarschall und Mitglied der kurhessischen Ständeversammlung.

## Leben

### Herkunft und Familie
Carl von Baumbach kam aus dem Haus Nassenerfurth der zur Althessischen Ritterschaft zählenden Adelsfamilie von Baumbach, die bereits 1246 erstmals urkundlich erscheint und aus der zahlreiche Persönlichkeiten der hessischen Geschichte hervorgegangen sind.
Er war ein  Sohn des landgräflich hessischen Kammerrats und Oberforstmeisters Johann Carl Philipp Wolfgang von Baumbach (1735–1774)  und dessen Ehefrau Auguste Friederike von Seebach (1727–1802).
1798 heiratete er in Coburg Sophie Amalie von Hendrich. Die Ehe, aus der die Tochter  Emilie (1801–1877, oo Ferdinand von Erffa) stammte, wurde 1807 geschieden.
1817 heiratete er Louise von Baumbach-Rentershausen († 1875), mit der er die Kinder Klothilde (181–1881, ⚭ Ernst von Baumbach (1804–1874)), Elisabeth Friederike (1819–1891, ⚭ Viktor Ferdinand Gustav von Alten), Ernst (1821–1870, Oberforstmeister), Reinhold (1822–1893, Oberst) und Moritz (* 1826, Verwalter der Güter) hatte. Drei Kinder verstarben im frühen Kindesalter.
Die Familie war im Besitz des Guts Nassenerfurth im Schwalm-Eder-Kreis. Landgraf Moritz von Hessen belehnte 1598 Asmus von Baumbach mit Nassenerfurth. 1853 wurde ein Fideikommiss gestiftet. Der Besitz umfasste 215 ha Grundvermögen; die drei Söhne waren erbberechtigt.

### Wirken
Er war Oberhofmeister der Herzogin Marie und als Landmarschall und Wirklicher Geheimer Rat Präsident des Geheimrathscollegiums. Von Mai 1831 bis 1832 war er als Vertreter der althessischen Ritterschaft des Schwalmstroms Mitglied der kurhessischen Ständeversammlung, die 1830 nach den Unruhen zum Zweck der Verabschiedung einer Verfassung gebildet wurde. Er blieb bis 1835 in dem Parlament, das bis zur Annexion des Staates Hessen durch Preußen im Jahr 1866 Bestand hatte.